# Бачковиця
45°50′ пн. ш. 17°06′ сх. д. / 45.84° пн. ш. 17.10° сх. д.
Бачковиця (хорв. Bačkovica) — населений пункт у Хорватії, у Б'єловарсько-Білогорській жупанії у складі громади Велика Писаниця.

## Населення
Населення за даними перепису 2011 року становило 46 осіб.
Динаміка чисельності населення поселення: